# Batatais (piłkarz)
Algisto Lorenzato (Batatais, ur. 20 maja 1910, zm. 16 czerwca 1960) – brazylijski piłkarz, bramkarz. Brązowy medalista MŚ 38.
Największe sukcesy odnosił w Fluminense FC, gdzie grał w latach 1935–1945. Zwyciężał w Campeonato Carioca (1936, 1937, 1938, 1940, 1941). Wcześniej był zawodnikiem Portuguesy, SE Palmeiras. Karierę kończył w klubie América. W reprezentacji Brazylii rozegrał 3 spotkania. Podczas MŚ 38 wystąpił w dwóch meczach.